# Vigorexia
La vigorexia o dismorfia muscular es un trastorno mental en el que la persona se obsesiona por su estado físico hasta niveles patológicos. Estas personas tienen una visión distorsionada de ellos mismos, se ven débiles y enclenques. Por este motivo, el trastorno incide directamente sobre su conducta alimentaria, sus hábitos de vida y se caracteriza por realizar una actividad física extrema, abandonando las relaciones sociales y descuidando otros aspectos de su vida, para dedicar todo su tiempo a entrenar.
La adicción al ejercicio se acompaña de una ingesta exagerada de proteínas y el consumo abusivo de sustancias como esteroides anabolizantes, con el fin de aumentar la masa muscular y conseguir un cuerpo musculoso. Este trastorno también se conoce como complejo de Adonis o anorexia invertida.
La vigorexia, que no está reconocida como enfermedad por la comunidad médica internacional, afecta mayoritariamente a hombres jóvenes, con edades comprendidas entre los 18 y los 35 años. Su incidencia es de 4 de cada 10 000 personas.

## Manifestaciones y causas
La vigorexia puede estar ocasionada por problemas fisiológicos o emocionales, casi siempre relacionados con el entorno del enfermo. Los factores más relacionados con este problema son las obsesiones y la insatisfacción con la imagen corporal y parece que tienen mayor influencia en función del género, siendo más frecuente la obsesión en hombres y la insatisfacción con la imagen corporal en mujeres.
Los problemas fisiológicos están asociados con trastornos en las hormonas y los mediadores de la transmisión electroquímica en el sistema nervioso central.
En el caso de que este trastorno aparezca vinculado a la relación del paciente con su entorno, se encuentran implicados factores sociales, culturales y educativos, que influyen para que el individuo desarrolle un tipo de personalidad obsesiva.
Existen dos tipos de manifestaciones:
- La extrema actividad donde la cantidad de proteínas y carbohidratos consumidos es excesiva, mientras que la cantidad de lípidos se reduce. Esto puede ocasionar alteraciones metabólicas importantes, sobre todo cuando la persona consume esteroides que ocasionan cambios de humor repentinos.

- Visformarse es una idea mortal. La baja autoestima, convulsiones, mareos, dolores de cabeza y taquicardias son síntomas de este desorden. Es más mortal que la anorexia y la bulimia, ya que el cuerpo humano solo puede soportar un período máximo de 6 meses con estos trastornos.

## Comparación con la anorexia nerviosa
Aunque esta es una enfermedad muy similar a la anorexia nerviosa, también se dan un número de diferencias muy importantes:
- La autoimagen en la anorexia es de obesidad; en la vigorexia, es de debilidad, aunque en algunos casos, existe la imagen de obesidad.
- En las mujeres, es más frecuente la anorexia y, por el contrario, los varones padecen más la vigorexia.
- En cuanto a los fármacos, algunas personas con anorexia nerviosa consumen laxantes y diuréticos; en la vigorexia, anabólicos.

Naturalmente, los factores socioculturales (el culto al cuerpo) poseen un papel importante en estos trastornos, pero también hay ciertas alteraciones en los neurotransmisores cerebrales relacionados con este tipo de patologías. El tratamiento debe ser emocional, ya que se debe intentar cambiar la conducta de la persona, su autoestima y su miedo excesivo al fracaso.
La mejor medida para evitar estos trastornos, tanto vigorexia como anorexia y bulimia, es la prevención, ya que esto lo causa una obsesión por poseer el mejor físico, la mejor imagen ante la sociedad.[cita requerida]
No debe olvidarse que la práctica de actividad física genera una serie de alteraciones corporales, como la segregación de hormonas como las endorfinas, que producen una adherencia o "enganche" a la práctica de actividad física cuando el estímulo producido por la actividad física se produce de manera repetida y continuada. Sin embargo, esa especie de adicción que se crea con la práctica sistemática de actividad física, como con el deporte no es contraproducente mientras se mantenga en niveles "normales" y no se convierta en obsesión. No obstante, debe tenerse en cuenta la naturaleza distinta de este fenómeno, comparado con el de la vigorexia: mientras que la adherencia a la práctica de ejercicio físico se debe sobre todo a procesos fisiológicos, la vigorexia se debe a un problema de carácter mucho más psicológico. Siempre que se practique deporte o cualquier tipo de actividad física de manera controlada, sin excesos y atendiendo a las características personales, esta práctica resultará benéfica.[cita requerida]
Esta enfermedad puede ser mortal. Una de sus complicaciones es la atrofia del músculo cardíaco, debido a la falta de sangre, por su aumento de tamaño.
La obsesión de estas personas por su imagen corporal les lleva a pasar un gran número de horas practicando deporte, habitualmente más de 8 horas al día, produciendo el aislamiento social o incluso el consumo de productos dopantes.
El tratamiento de este trastorno, diagnosticado por Harrison G. Pope, es multidisciplinario, centrado sobre todo en terapias cognitivo - conductuales,  destinadas a modificar la autoestima, la imagen corporal que el vigoréxico tiene de sí mismo y conductas tales como pesarse varias veces al día, entrenar muchas horas seguidas o ingerir gran variedad de suplementos alimenticios.

## Dismorfofobia
Dismorfofobia es un trastorno de la percepción de la figura y valoración corporal que consiste en una preocupación exagerada por algún defecto inexistente en la apariencia física, o bien en una valoración desproporcionada de posibles anomalías físicas que pudiera presentar un individuo aparentemente normal.